# 落語家

立川談志（当時：柳家小ゑん）（1959年）

五代目三遊亭圓楽（当時：三遊亭全生）（1959年）

三代目古今亭志ん朝（当時：古今亭朝太）（1959年）

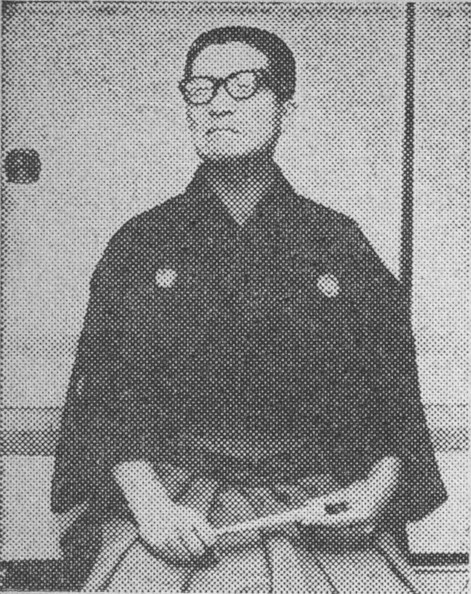
八代目橘家圓蔵（当時：五代目月の家圓鏡）（1966年）

落語家（らくごか）は、落語を演じることを職業とする人。戦前は、寄席がおもな活動の拠点で、グループを組んで地方公演も行っていたが、戦後はその話術を生かしテレビやラジオの司会業、パーソナリティなどを行うことも多かった。話家・噺家・咄家（はなしか）は、「落語家」の古い表現である。
落語家の演ずる噺は大別して二種類ある。
1. 落とし噺：噺（はなし）の終わりに「落ち（「さげ」とも言う）」がある噺。「落語」はこれに該当する。
2. 人情噺：親子や夫婦などの情愛を主に描く話。噺の終わりに「落ち」が無いこともある。

1.の落とし噺を語るため、「落語家」という表現が生まれたが、現在はいずれの場合も「落語家」と呼ぶ。また「噺家」という呼称もほぼ同意語で使われており、落語家の中には「噺家」という呼び方を好む者もいる。
江戸時代には狂歌や雑俳に関わる人々など素人の咄家も活躍していたが、やがて烏亭焉馬や三笑亭可楽などの職業咄家たちがあらわれた。

## 身分制度
日本の法律では職業として落語を行うのには資格は必要が無いが、出演する興行を行う団体が定める資格が必要になる場合がある。落語協会等の団体では「身分制度」という仕組みを定めている。以下の記述は身分制度に関してである。

### 江戸・東京落語の身分制度
その身分は見習い、前座（ぜんざ）、二つ目（ふたつめ、「二ツ目」とも）、真打（しんうち）からなる。

#### 見習い
弟子入りを志願し、師匠から入門の許可を得た落語家の卵。入門したあと、前座名（名前）を師匠からもらい、前座登録をして、前座として楽屋入りするまでは見習いと呼ぶ。正規の身分制度にはもともと存在しないが、前座の数が多いのでそれまでの待機をする。おもに師匠宅で師匠・その家族のために家事などの下働き・雑用をする。休みはない。昔は師匠宅に住み込みで身の回りの世話をすることも含め修業であったが（いわゆる内弟子）、現在は通い弟子がほとんどであり、内弟子は非常に珍しい。住み込みであれば家賃も食費もかからないが、自分の自由な時間が持てないというデメリットもある。見習いと前座は、落語家社会では一人前とみなされない。

#### 前座
仏教における前座（まえざ）説教が語源。前述の、師匠宅の家事・雑用の他に、寄席での仕事（前座修業）が課せられる。寄席での、呼び込み太鼓・鳴り物・めくりの出し入れ・色物の道具の用意と回収・マイクのセッティング・茶汲み・着物の管理など楽屋、寄席共に毎日雑用をこなす（大阪では、これらの仕事のうち太鼓・鳴物以外は「お茶子」と呼ばれる寄席従業員によって行われる）。寄席で「開口一番」と呼ばれる最初の一席を受持つ場合もあるが、あくまで勉強の為であるから通常は落語家名は番組にも載らない。また、出演料（割という）も貰えないが、僅かながら1日あたり定額の小遣い（給金）がもらえる。
当日の寄席で働く前座のうち、もっとも古株を立前座（たてぜんざ）と呼ぶ。寄席興行の進行についての決定権を持つ、重要な役回りである。楽屋仕事を他の（下の）前座に指図する。ネタ帳を記録するのも立前座の仕事である。

##### へたり・戻り前座
かつての落語界では、落語家が「二つ目に昇進できるのにあえて前座に止まる」ためのへたりという制度があった。へたりは前座同様下座のお囃子や楽屋の雑務をこなすのに加え、歌舞伎でいう「頭取」のように、寄席の事務を担当する場合があった。4代目橘家圓喬は一旦二つ目に昇進したが、親を養う金を稼ぐために、自ら前座に降格した。そのまま年齢を重ねることが多かったことから、永久前座あるいは万年前座という異名もあった。
江戸落語では、昭和30年代までへたりが数人いた。立川談志は著書において、橘ノ圓福および、「こぶ正」こと林家正吉という2人の「万年前座」の存在について証言している。
上方では、「へたり」は寄席囃子を専門に務める人を意味し、重宝された。主なへたりには三升小三（戎橋松竹）・桂右之助（千日劇場・旧うめだ花月）・桂文蝶（千日劇場）・桂團治（道頓堀角座）・橘家つばめ（神戸松竹座）・2代目三升紋三郎（新花月）などがいた。
また二つ目が真打昇進を諦め再び前座に戻ることを戻り前座という。
現在はこのようなへたり、戻り前座になるものは全くいないといってよい。二つ目が他の組織に移籍したことでその組織で前座修業をやり直す場合や、二つ目で廃業したのち復帰し、再度前座から修業し直すといった場合は、その落語家をへたりや戻り前座とは呼ばない。

#### 二つ目
前座と真打の間。前座に続き、二番目に高座に上がるため「二つ目」と呼ばれる。かつての上方落語では中座（なかざ）と呼んだ。
落語家社会の中でようやく一人前とみなされる。自分の労力と時間を全て自分のためにだけ使うことが許される。師匠宅の雑用も寄席での裏方仕事もしなくてよい。以下のことが許される。
- 紋付を着ること。
- 番組に名前を出す。
- 自分の手拭を昇進の挨拶に配ること。
- 飲酒・喫煙（一門による）
- 自分で落語会を開催すること。
- 自分でテレビ・ラジオ出演や営業などへの売り込みをすること。また実際に出演すること[注釈 4]。

正規の落語家として、寄席で落語をして割がもらえるようになる。しかし、定席への出演機会は大変限られているので、仕事は基本的に自分で探してこなければならなくなる。さもなくば本当に仕事がない状態となる。つまり自営業である。前座でやってきた雑用が免除される代わりに小遣いもなくなるので、経済的には苦しいと言われる。かつてはヨビと呼ばれる「仕事」が存在した。これは、代演要員として寄席に出勤するというもので、抜いた落語家の穴が埋まらない時に高座に上がれる。ただし平成に入って以降、真打ちの数が増大したため、二つ目のヨビ制度は2024年現在ほぼ見られない。
一部を除いて、二つ目までは自身の師匠が死去した場合には、基本的に別の真打の門下に移ることになっている。

#### 真打
真打の語は、「（蝋燭の）芯を打つ」ことから転じた。蝋燭は江戸時代の室内照明であり、それを打つ＝消すのは最後に上がる出番の落語家が演じ終わってからである。つまり主任（とり）のみが消すことができる＝芯を打てる。
真打は、その名の通り寄席で主任（とり）を務めることができる資格が与えられるほか、師匠と敬称で呼ばれる。また弟子をとることが許される。
真打昇進の際には各席において特別興行となり、新真打本人がその芝居の主任となる。そして真打披露目が行われ口上が述べられる。これがなければ昇進したことにならない。つまり、真打昇進と興行とは不可分である。興行中は、終演後に真打本人が全経費を払う飲み会が始まる。出費はかなりのもの（特に単独での昇進披露興行の場合）になるが、反面、お旦（芸人のスポンサー）からのご祝儀が見込める。
在京落語団体のうち、落語協会、落語芸術協会、円楽一門会（落語立川流の出演はまれである）の真打昇進者は合同で日本テレビの演芸番組『笑点』の前半の演芸コーナーにおいて「真打昇進披露口上」に出演し、披露口上を述べることが慣例となっている。地方出身の落語家の場合、出身地の視聴者やひいき客への顔見世を兼ねた晴れ舞台とされることも多い。コロナ禍のため、2020年から2023年7月2日まで同番組内での昇進披露は行われず、BS日テレ『笑点特大号』で記者会見やパーティー・公演などを紹介するのみとなっていた。2024年頃からは、寄席の口上に準じた形での披露ではなく、黒紋付姿で登場して自己紹介とレギュラーメンバーとの大喜利という形でのカジュアルな形に変化している。
2022年6月に真打に昇進した三遊亭一太郎（6代目三遊亭円楽の長男）の場合は、声優としての活動が主で落語家としての活動はほとんどしていないという事情もあり「披露目はやらない、手ぬぐいや扇子も作らない、祝儀ももらわない」という形での異例の形となった。
1980年代半ばころから、落語協会、落語芸術協会ともに、所属する落語家の半数以上を真打が占めるようになり、制度としては形骸化しているとの意見もある。

#### 問題点
戦後、真打昇進制度は数度変わった。しかしその選考基準が不明瞭であるとする批判が一貫してある。これがひいては落語家内部の対立の原因となっている。
真打制度は香盤（同一協会内の落語家間の序列）と密接に関係している。真打昇進の順番、すなわち真打昇進の早い遅いによって真打たちの香盤が決定される。真打昇進以降は、経年により人気、実力が変動することがあっても、基本的に順位は入れ替わらない。

#### 戦後の騒動
落語協会分裂騒動
1978年（昭和53年）、6代目三遊亭圓生が落語協会理事会において、当時の常任理事であった3代目三遊亭圓歌・4代目三遊亭金馬・5代目春風亭柳朝の更迭、大量真打昇進の反対の動議を提出したが棄却されたことに起因しており、このことが後の真打昇進試験制度設立につながる。結果的に圓生と5代目三遊亭圓楽を中心とする直弟子の一門が離脱し「落語三遊協会」を創設したが、業界内の支持を得られず、東都の定席寄席4か所からいずれも締め出しとなった。結果的に圓生の急死により落語三遊協会は瓦解し、圓楽一門（その後「大日本落語すみれ会」、後の円楽一門会を設立）以外は落語協会に復帰した。
落語立川流の創設
上記の落語協会分裂騒動では圓生らに呼応する形で離脱の可能性もあったが、結局落語協会に残留した7代目立川談志であったが、1983年（昭和58年）に一門ごと脱会し、立川流を創設。昇進試験をめぐり落語協会主流派と談志一門が対立したことが理由とされる。この事件は試験制度による改革も決して業界全体を満足させるものではないことを証明した（これに伴い昇進試験制度は1987年を最後に廃止され、現在は年功序列を基本しつつ、一部の優れた者については抜擢での真打昇進が運用されている。真打#抜擢真打を参照）。なお、談志の死没（2011年）後は家元制度が廃止されて、談志の惣領弟子である10代目土橋亭里う馬を代表とする任意団体となっていたが、2024年6月に談志の弟子である立川志の輔を代表とする一般社団法人として組織化された。
この2騒動は真打制度の問題点が明らかになった一方、地方でのホール落語の開催増加や団体に所属しないフリーランスの落語家の登場など、落語そのものの幅を大きく広げることともなった。

### 上方・大阪落語の身分制度
真打制度は戦前には上方にも存在した。しかし、戦中から終戦直後の時期において大阪では落語より漫才が好まれたこともあり、事実上、上方落語が崩壊していた時期に消滅した。その真打制度は上方落語協会で1977年（昭和52年）2月に一時復活して公表もされた。
2012年現在は制度として事実上消滅している。内部の落語家ランク（例えば協会費のランク）も他の基準（年功序列）で決定している。また大阪では、香盤は内部で存在している（かつて真打のみ一回だけ公表もされた）ものの、現在では外部には一切非公開となっている。
当時の会長6代目笑福亭松鶴は「真打にふさわしいかどうかはお客様が決めること（であり、真打制度に胡坐をかいて落語家サイドが真打を客に押し売りするのはおかしい）」と言っている。その後、定席天満天神繁昌亭開設時に、真打制度復活が論議されたが見送られている。上方落語ならではの自由な気風を損ねるというのが、真打制度非導入の理由であった。このこともあり、主に上方落語四天王（松鶴・3代目桂米朝・5代目桂文枝・3代目桂春団治）の弟子には、寄席やテレビなどで早くに知名度をあげ、入門から7～10年程度で弟子を採る者も多くいた。なお、上方落語では修業は年季奉公のシステムであり、年季明けとともに独り立ちとなる。真打の代替としてコンクールなどの各賞の受賞がステイタスの一つとなっており、受賞記念に定席となる天満天神繁盛亭および神戸新開地喜楽館で1週間主任を務める。
また、修業中に師匠が死去しても、別の師匠の元に移籍するというようなことがない。代表的な例には6代目松鶴の最後の弟子、笑福亭鶴二がおり、入門から1年も経たずに師匠松鶴が死去し、兄弟子にあたる笑福亭松葉（贈・7代目笑福亭松鶴）らの指導を仰いだが、現在でも「松鶴の弟子」として活動している。ただし全員がその限りではなく、東京のように元の師匠の兄弟弟子などに移籍する場合も稀にある。後者の例では、5代目林家小染などがいる。
真打・香盤問題は、上方落語協会では東京よりもナイーブな理由（ほとんど口喧嘩）で大物が脱退したことすらある。
香盤制度・真打制度は完全な実力主義でもないので、「急激に売れた人」「若い時から売れっ子になった人」に対する処遇が難しいというのも理由の一つである。真打昇進と真打昇進披露興行はリンクさせるが、上方落語協会（繁昌亭）は（香盤と関係なく）「賞」を落語家に受賞させそれと興行をリンクしている。東京の協会では幹部を話し合いで選ぶが、上方落語協会では協会員による直接選挙（正式には協会員の互選により会長候補者を選出する選挙）で選ぶ。
笑福亭仁智が上方落語協会会長在職中の2024年、上方落語の活性化を目指し「真打」の代替となる新たな試みとして、入門から15年程度の協会所属の若手中堅落語家を対象とした「翔ぶトリウィーク」を実施する事となった。2024年度の対象者は桂團治郎、桂和歌ぽん、林家愛染、桂福点、桂三語の5名で、同年9月の愛染を皮切りに前出の繁昌亭と神戸新開地・喜楽館で1週間主任（トリ）を務める。
東京の流れを汲む中でも、名古屋の登龍亭（旧・名古屋雷門）一門のように、「仮に真打を名乗ったとしても一門外の落語家や客が認めてくれるかどうかわからない」という理由から真打制度を棚上げする意向を示している一門もある。

## アマチュアの落語家
大学の落語研究会に所属する学生などのほかにもアマチュアの落語家が昔から存在し、これらの人々はプロの落語家と区別するために「天狗連」「落語愛好家」などと呼ばれる。プロの落語家が使わない亭号・屋号を名乗ることが多いが、指導しているプロの落語家が自身の亭号を与えるケースも多い。その他にも、地方で落語をベースにした独自の活動を主体にしている、大分県の県南落語組合・宮城県の東方落語などのような社会人活動グループなどもある。

## 女性の落語家
昭和後期になるまで、正式にプロの落語家に入門・団体に所属する女性落語家は存在しなかったが、1975年に上方落語の2代目露乃五郎（後の2代目露の五郎兵衛）に入門した露の都が初のプロの女性落語家とされる。当時は「落語は男がやるもの」という観念が強く、都は五郎に何度か断られた末に入門している。
その後、江戸落語でも落語協会では1981年に3代目三遊亭圓歌に入門した三遊亭歌る多（当時：歌代）が初の女性落語家となり、1993年には古今亭菊千代とともに女性落語家として初の真打に昇進している。歌る多・菊千代は当初は「女真打」として別枠であったが、2002年に女真打枠が撤廃され、通常の真打として男性と同列に扱われるようになった。
落語芸術協会は、1986年に桂右團治（当時：小文）が10代目桂文治に入門、2000年に真打に昇進し初の同協会所属の女性真打となった。
落語立川流は、2006年に立川こはるが立川談春門下に入門したのが初であり、2023年5月に同派初の女性の真打に昇進（同時に「立川小春志」に改名）した。
円楽一門会は設立以来、長らく女性の落語家が在籍していなかったが、2022年に三遊亭竜楽に三遊亭たつみが入門。円楽一門会では初の女性落語家となったが、同年に正式に前座となる前に廃業している。
2025年現在では東西併せて女性の落語家は50名を超えており、真打制度のある江戸落語3団体で18名が真打に昇進している（落語協会12名、落語芸術協会5名、落語立川流1名（立川小春志）。2024年5月現在）。現在では歌る多が落語協会の理事に就任しており、菊千代は女性の落語家として同じ女性の弟子である古今亭駒子を初めて真打に育て、歌る多も同様に女性の弟子である弁財亭和泉、三遊亭律歌を真打に昇進させた。また、弁財亭和泉（夫は柳家小八）、春風亭一花（夫は金原亭馬久）の様に落語家同士が結婚するケースも出てきた。2024年には林家つる子が（女性の落語家が現在の共通の香盤になって以降では）初の抜擢真打として昇進している。
江戸落語のうち、毎年1月の新宿末廣亭の余一会では、昼夜を通じて落語協会所属の女性落語家がほぼ出演する「落協レディース」の特別興行が恒例となっており、定席以外でも江戸落語の所属団体横断のユニット「落語ガールズ」の落語会が2023年4月まで定期的に開催されていた。女性落語家の所属者が比較的多い落語協会では、2023年3月上席の浅草演芸ホール夜の部の興行で、蝶花楼桃花を主任としゲストも含めたすべての演者が女性芸人の番組編成となる「桃組」と名付けられた「江戸落語の定席では初」の興行が行われた。この試みは翌2024年5月下席の浅草演芸ホール夜の部（「落語協会百年興行✕桃組」）でも行われ、主任は日替わり交代で女性真打落語家10名、ゲスト枠として上方から女性落語家が日替わりで顔付けされた。
真打制度のない上方でも都が複数の女性の弟子を入門させ、育てている。2021年のNHK新人落語大賞では、上方落語協会所属の桂二葉が女性として初めて大賞を獲得した。
名古屋では、2007年雷門小福門下に雷門小ゆびが入門して直後に廃業したが、2024年に登龍亭獅篭門下に登龍亭ゆり篭が入門している。

## 落語家の所属団体

### 関東の落語家
- 落語協会（1923年〈大正12年〉設立、1977年〈昭和52年〉法人化、現会長：柳家さん喬〈稲葉稔〉、一般社団法人）
- 落語芸術協会（1930年〈昭和5年〉設立、1977年〈昭和52年〉法人化、現会長：春風亭昇太〈田ノ下雄二〉、公益社団法人）
- 5代目円楽一門会（1978年〈昭和53年〉設立、現会長：6代目三遊亭圓橘、任意団体）
  - 6代目三遊亭円楽（2022年〈令和4年〉死去）のみ、落語芸術協会にも「客員」として真打扱いで加入していた。
  - 6代目三遊亭円楽死去後、7代目三遊亭円楽が2025年7月に落語芸術協会にも客員として加入した。
- 落語立川流（1983年〈昭和58年〉設立、2024年〈令和6年〉法人化、現代表：立川志の輔〈竹内照雄〉、一般社団法人）

このうち、前述の経緯もあり、東都の寄席定席（狭義では鈴本演芸場・新宿末廣亭・浅草演芸ホール・池袋演芸場）に出演できるのは、原則として落語協会と落語芸術協会（鈴本は芸協も絶縁中のため、出演不可）会員のみであるが、近年は芸協については円楽一門会、立川流の所属噺家も定席興行の顔付けに加わる事がある（主に新宿末廣亭）。なお、余一会などの定席興行以外の興行はこの限りではない（ただし、鈴本は余一会なども落語協会以外はほぼ出演できない）。

### 関西の落語家
- 上方落語協会（1957年〈昭和32年〉設立、2004年〈平成16年〉法人化、現会長：笑福亭仁智〈浅田晃一郎〉、公益社団法人）
  - 笑福亭鶴光は、上方落語協会と落語芸術協会の両方（芸協では「真打（上方）」扱い）に加盟している。一門の弟子のうち総領弟子の笑福亭學光のみ上方落語協会に所属し、それ以外は落語芸術協会に加盟している。
  - かつては2代目露の五郎兵衛（2009年〈平成21年〉死去）が「露の五郎」を名乗っていた当時、落語協会にも「客分」として一時加入していた。
  - 2025年（令和7年）4月、上方落語協会所属の笑福亭べ瓶が落語芸術協会に「客員」として加入した[19]。
  - 2025年7月、上方落語協会所属の桂三四郎が落語芸術協会に「客員」として加入した。

### 関東の団体間の移籍
所属していた協会を何らかの理由で別の団体へ移籍するケースも散見される。主に前座や二ツ目の落語家が一度廃業または破門され、その後改めて別の師匠の門下になるケースが多いが、真打の身分でありながら他団体に移籍し、その団体でも真打の身分で活動するケースも数例存在する。師匠が変わるために亭号とそれに合わせた高座名に改名するケースもある。この場合は移籍先の香盤の扱いが難しくなることから、一定期間「準会員」の身分であったり、香盤を真打の序列の最下位、あるいは別枠にしたりして、一定程度の経年により香盤に組み入れるケースが多い。上記の団体の枠組みが固まって以降、真打の身分のまま、団体を移籍した主な例を列挙する（落語協会分裂騒動や円楽党の結成、落語立川流の創設に関わるものは省略）。
- 林家九蔵→三遊亭好楽（落語協会→大日本落語すみれ会・のちの円楽一門会、1983年）
- 2代目桂文朝、桂南喬、桂文生[注釈 23]（落語芸術協会→落語協会、1984年）
- 立川談生→鈴々舎馬桜（落語立川流→落語協会、1985年）
- 立川小談志→四代目喜久亭寿楽（落語立川流→落語協会、1992年）
- 柳家三太楼→三遊亭遊雀（落語芸術協会、2006年[注釈 24]）
- 立川談幸[注釈 25]（落語立川流→落語芸術協会、2015年[注釈 26]）

このほか、三笑亭笑三のように、日本芸術協会→落語協会→日本芸術協会（現在の落語芸術協会）と一度は別団体に移籍したものの、再び元の団体に出戻るケースもわずかながら見られる。なお、東京の落語家が関東の団体から関西の団体に移籍・在籍したケースは2025年時点存在しない。

## 諸派・無所属の落語家
一部を除き、上記5団体に属さないプロ落語家を以下に挙げる。いわゆる天狗連でなく、プロとしての修業を積んだ経験のある者、かつ存命の人物に限定する。ただし、既に名を成した芸能人などが副業、余興として落語もやる場合は除く。
以下、◎印がついている者は「東西寄席演芸家年鑑2」（2021年、東京かわら版刊）に、◯がついている者は「東都寄席演芸家年鑑2」（2023年、東京かわら版刊）に名前・顔写真・プロフィールの掲載がある者である。

### 上方落語協会を離脱している落語家
詳細は上方落語協会・各個人の項を参照。主な者のみ。
旧2代目桂枝雀一門 ※雀三郎一門・雀松・九雀・む雀はその後、上方落語協会に復帰。
- ◎3代目桂南光
  - ◎2代目桂南天
    - ◎桂天吾

- ◎桂優々（桂雀々門下）

- ◎4代目桂文我
  - ◎桂まん我
  - ◎桂笑我
- ◎桂紅雀

その他
- ◎桂文鹿 - 2022年1月退会。その後、2024年12月に落語家を廃業した。弟子の桂白鹿・桂雪鹿は上方落語協会に引き続き所属している。
- ◎[注釈 29]4代目桂梅枝 - 2025年3月退会。

### 名古屋の落語家
大須演芸場（2014年閉場→2015年9月再開）を定席とし、東海地区を中心に活動している。
- 雷門小福（2012年死去）（登龍亭、なごや雷門）一門[20]（もとは東京落語・雷門福助の系譜）、 以下は小福門下である。なお、獅篭・幸福は最初に入門したのは東京の立川談志門下である。小福の没後、2020年4月に亭号を「雷門」から「登龍亭」に改名した。小福の孫弟子にあたる獅鉄、幸吉、篭登、ゆり篭（「登龍亭」改名後初の女性）の入門で名古屋の落語家は昭和初期以降で最多の人数となった[21]。
  - ◯登龍亭獅篭
    - ◯登龍亭獅鉄（獅篭門下）
    - ◯登龍亭篭登（獅篭門下、前座）
    - 登龍亭ゆり篭（獅篭門下、前座）

  - ◯登龍亭幸福
    - ◯登龍亭門助（幸福門下）

  - ◯登龍亭福三
- ◯立川わんだ：落語立川流所属の真打だが、2022年10月から拠点を実家のある名古屋に移して活動している。大須演芸場にも定期的に出演している。

### 仙台の落語家
落語芸術協会仙台事務所所属。2019年1月より落語芸術協会客員。東方落語真打。
- 六華亭遊花 ※「東北弁落語」として落語芸術協会に所属。東西寄席演芸家年鑑2には「客員」として名前のみ掲載有。

### 団体から独立してプロ活動を続ける者

#### 東京
- ◎2代目春風亭華柳（1991年に落語芸術協会を退会してフリーランスで活動していたが、2023年3月、落語家引退を表明）
- ◯2代目快楽亭ブラック（落語協会を師・談志とともに離脱、その後落語立川流からも除名（自主退会）[注釈 30]。除名後、孤立した活動となってから弟子を新たに複数採用しているが、いずれも廃業している。
- らぶ平（2005年落語協会を退会してフリーランス）、らむ音（2022年二つ目昇進）・らぶ丸（弟子）
- ◯古今亭駿菊（2015年落語協会を退会してフリーランス）
- ナツノカモ （2015年落語立川流〈立川談春門下〉を退会、落語作家・俳優であるが自作の落語も演じる。現役落語家との共演も多い）
- ◯8代目三升家小勝（2016年落語協会を退会してフリーランス）、弟子の4代目桂右女助は引き続き落語協会に所属。
- ◯三遊亭はらしょう（2011年2月に落語協会を退会していったん廃業、同年7月に色物弟子として三遊亭圓丈門下に復帰後、東京演芸協会に「ドキュメンタリー落語家」として所属[22]）
- 林家きなこ（2017年5月、林家しん平に入門。落語協会未入会であるが一門として活動。2020年5月「しん平門下 二ツ目」昇進）[23][注釈 31]。
- 立川幸弥（2017年立川談幸に入門「立川幸七」、2020年落語芸術協会退会。2022年談幸門下のフリーランス「立川幸弥」として活動再開。2023年10月二つ目昇進[24]） 。
- 金原亭志ん喜（2021年2月、金原亭世之介に入門。落語協会未入会であるが一門として活動[25]。後に天狗連に戻る）

上記の中で、三遊亭はらしょうは神田連雀亭（プロの二ツ目の演芸家のための定席）に落語家として、落語立川流広小路寄席に色物として出演している。

#### 上方
- てんご堂我楽
- 桂福若
- ◎月亭太遊 - 2025年3月上方落語協会退会後[27]、「剽軽奈 乙燦（ひょうきんなおっさん）」名義で活動。
- ◎桂華紋 - 療養による長期休業を経て2025年3月上方落語協会退会[27]。4月より「名無しのおっちゃん」名義で活動を再開、6月より「東三国すみ太郎（ひがしみくに すみたろう）」名義で活動する。

#### 名古屋
- 三遊亭笑くぼ（3代目三遊亭歌笑門下）

#### 鳥取
- ◎6代目桂文吾 （鳥取県米子市。元・6代目桂小文吾。上方落語から身を引いてヘルスセンターに就職。社員として勤務していたが、舞台に自ら上がるなど、何かしら芸はしていた。定年退職後、フルタイムのプロ落語家に復帰[20]。2022年、6代目桂文吾襲名。
  - ◎7代目桂小文吾（元・立川幸平、立川談幸門下から移籍、2022年7代目桂小文吾襲名）

#### 岡山
- 雷門喜助（初代雷門福助門下[注釈 32]）

#### 沖縄
- 北山亭メンソーレ（2010年落語立川流〈立川志の輔門下〉を脱会してフリーランス）

#### 北海道
- 三遊亭羊之助（1984年12月、5代目春風亭柳昇門下「春風亭昇吉」のちに廃業。その後セミプロとして愛知や北海道で活動。2017年4代目三遊亭歌笑門下「三遊亭あきる」、2020年「三遊亭羊之助」）

#### 故人
団体脱退後、亡くなるまで業界団体には所属せずに活動した者。
- 柳家金語楼（日本藝術協会→吉本興業から脱退〈昭和20年代〉）
- 3代目三遊亭金馬（落語協会→東宝）
- 2代目笑福亭松之助 （上方落語協会を退会、ただし実子の明石家のんきは2012年上方落語協会に所属）
- 2代目桂枝雀（1994年上方落語協会を退会、1999年死去）※現役の弟子は上記参照。
- 桂雀々（1994年上方落語協会を退会。2011年以降は東京を拠点に活動したが、2024年死去）
- 11代目桂小米（上方落語協会を退会、2021年死去） ※米朝本人や、上記の枝雀一門の一部を除く他の弟子は協会所属。桂宗助（2021年、2代目桂八十八[注釈 33]襲名）・桂千朝はのちに上方落語協会に復帰。
- おきらく亭はち好（元5代目春風亭柳條。真打昇進後に落語芸術協会を退会後、沖縄に移住・活動。2021年死去）
- 東家夢助（落語協会→北海道で活動、2018年死去）

### 事実上のレッスン・プロ
- パーポ明石（京都ほか。落語家からバレエダンサーに転向するが、所属劇団にて落語講師も行う）

## 三大都市圏以外に拠点を移した落語家
上記の者は除く。また、吉本の「住みます芸人」として地方に赴任中であるだけの者は除く。
- 桂七福（徳島県）
- 桂米蔵（山梨県）
- 4代目桂梅枝（北海道。著書『お笑い屯田兵ただ今奮闘中』。前名は桂枝光。）
- 三遊亭大楽（青森県）
- 桂三段（北海道札幌市、2015年～）
- 林家とんでん平（北海道札幌市。元札幌市議会議員）
- 桂米裕（落語修業中に住職になった。岡山県矢掛町の住職）
- 6代目柳亭左楽（広島県竹原市、2019年～）
- 柳家東三楼（2019年にO-1 visa取得後渡米、ニューヨーク州を拠点に全米で活動し、2024年4月にカーネギーホールで公演を行った。2024年10月に衆議院議員選挙に神奈川県第2区から立候補のため日本に戻り、以降は政治活動のため、再び日本を拠点とする）
- 桂三輝（外国人、アメリカ・ニューヨーク州）
- 月亭太遊（大分県）
- 橘家文太（福岡県北九州市八幡西区、2020年7月～）[28]
- 立川こしら（長崎県対馬市、2021年9月～)
- 笑福亭笑子 （オーストラリア・メルボルン在住（2012年、2014年～現在）。シンガポールでアナウンサーをしていたところ笑福亭鶴笑の高座を見て感動し弟子入り、鶴笑がロンドンに拠点を移した時は夫・子供を連れてロンドンへ移住。2013年は東京在住）

故人
- 三遊亭洋楽（北海道函館市・北斗市、2006年～）2017年死去。
- 入船亭扇海（千葉県勝浦市、2011年～）2025年死去。

## 落語家の叙位・叙勲・人間国宝・顕彰
落語家として長期にわたり顕著な活動をみせた者に対して、日本国政府より叙勲や褒章が授与されたり、また近年では文化財保護の観点から、古典芸能を継承する落語家に対し、文部科学省より「重要無形文化財の各個認定の保持者」（いわゆる「人間国宝」）に指定される落語家の例がある。また、顕著な実績を残した落語家が死没した時には日本国政府より位階に叙されることもある。
- 文化勲章は、2009年に上方落語の三代目桂米朝が受章しており、落語家では唯一の受章例となっている[注釈 34]。
- 旭日章は、長年活動し著名な実績を残した落語家（概ね70歳以上で協会役職経験者が目安）が、春または秋の叙勲時に旭日小綬章（2003年4月以前は勲四等旭日小綬章）を受章するケースがほとんどである。後述の紫綬褒章の後に受章したケースのほか、旭日小綬章のみ受章したケースもみられる[注釈 35]。また、勲四等瑞宝章の受章者もみられる[注釈 36]。
- 紫綬褒章は、1961年に八代目桂文楽が落語家として初めて受章して以降、江戸・上方から2022年までの時点で21人が受章している。前述の三代目桂米朝は文化勲章よりも先となる1987年の受章である。比較的若年となる60歳代での受章者も多い[注釈 37]。

- 「人間国宝」は、1995年に五代目柳家小さんが落語家初の指定となり、以降は三代目桂米朝（1996年）、十代目柳家小三治（2014年）、六代目五街道雲助（2023年）の4人が指定された。なお「人間国宝」は死没とともに指定が解除されるため、2023年の時点で指定されている落語家は六代目五街道雲助のみである。
- 叙位は、従三位に三代目桂米朝[注釈 34][29]、従五位に八代目桂文楽[30]、六代目三遊亭圓生[31]、林家彦六[32]、五代目柳家小さん[33]、桂歌丸[34]、十代目柳家小三治[35]、四代目桂米丸[36]がそれぞれ死没日付をもって叙されている。
- 落語家として文化活動に優れた成果を示し文化振興に貢献した功績が認められた場合、文化庁長官表彰という形でも表彰されている。
  - 三代目三遊亭遊三(2019年）、春風亭昇太（2020年）、三笑亭夢太朗（2021年）、三遊亭好楽（2022年）、八代目春風亭柳橋（2023年）、九代目雷門助六（2024年）
  - 2024年度より特に顕著な功績が認められた者に対しては文化庁長官特別表彰制度が作られて、落語家としては林家木久扇が初の対象者となった。

## 政治家になった落語家

### 地方議員
2021年の時点で現役の落語家かつ現職の議員としては以下の人物がいる。
- 三遊亭窓里（埼玉県川越市議会議員、元市議会議長、8期）
- 三遊亭らん丈（東京都町田市議会議員、5期）
- 桂三発（三重県津市議会議員、旧安濃町議会議員、4期）

このほか、林家とんでん平は札幌市議会議員（豊平区選挙区選出）を2003年から2015年まで3期務めた。三遊亭洋楽（2017年12月死去）も生前函館市議会議員を務めたことがあり、道議会議員と北斗市議会議員選挙に立候補したがそれぞれ落選した。また、柳家三寿（2020年6月死去）は2007年足立区議会議員選挙に、4代目桂右女助（筆名の「梅田うめすけ」名義）は2023年浦安市議会議員選挙に、入門前の笑福亭呂好は2007年兵庫県議会議員選挙（宝塚市選挙区）にそれぞれ立候補したが落選した。
窓里（師：6代目圓窓）、らん丈（師：圓丈）、洋楽（師：5代目圓楽）は奇しくも6代目圓生の孫弟子であり、年代とキャリアも同世代。桂三発は町議会議員も務めた（市町村合併に伴い失職→市議会議員として当選）。
また、いなせ家半七（2023年5月死去）は、2003年4月の山口県議会議員選挙熊毛郡区に本名・無所属での立候補を予定していたが公示日前日に体調不良を訴え入院、出馬を断念している。なお、議員に立候補経験のある落語家のうちとんでん平・窓里・らん丈・半七（立候補断念）の4人は、1996年3月に同時に真打に昇進している。

### 国会議員
立川談志は1971年（昭和46年）の第9回参議院議員通常選挙全国区に無所属で立候補し当選（1969年〈昭和44年〉にも衆議院選挙旧・東京都第8区に無所属で立候補し落選）。2021年（令和3年）現在では落語界唯一の国会議員経験者であり、のちに自由民主党へ入党し、1975年に三木内閣の沖縄開発政務次官を務めている（ただし、舌禍により在任36日で辞任している）。
月亭可朝は参議院選挙に2回立候補（談志と同じく1971年〈昭和46年〉第9回参議院議員通常選挙全国区に無所属、2001年〈平成13年〉第19回参議院議員選挙に自由連合公認）していずれも落選している。4代桂小文枝も「桂きん枝」時代の2010年（平成22年）第22回参議院議員通常選挙比例代表区に民主党公認で立候補したが落選した。柳家東三楼は2024年（令和6年）第50回衆議院議員総選挙に神奈川県第2区から立憲民主党公認で立候補したが2位で落選、比例復活もかなわなかった。

## かつてプロ落語家だった著名人
落語家から寄席の色物（漫才・漫談・物まね・コントなど）に転じたケースを除く。またアマチュア落語家として入門したケース、既に名を成した芸能人などが落語もやる場合も除く。
- 永井荷風（三遊亭夢之助）
- 乙田東洋司（三遊亭扇生）
- 和多田勝（笑福亭小つる）[注釈 39]
- 横山信治（笑福亭手遊）
- 宗矢樹頼（三遊亭窓矢）
- 伊集院光（三遊亭楽大）[注釈 40]
- 嘉門タツオ（笑福亭笑光）
- クーペ（林家クーペ）
- ダンカン（立川談かん）[注釈 41]
- 上田信彦（桂ましゅ麿）
- 明石家さんま（笑福亭さんま）
- 西条昇（三遊亭歌すみ）
- 万田さざめ（桂三来寿）
- 森田展義（笑福亭ひらめ）
- ようへい（桂うらら）
- 小堀敏夫（三遊亭ぐん丈）
- 室田稔（鈴々舎馬賀正など）

## 親子落語家
（二世落語家）＊順不同 ＊太字は現役。
- 坊ちゃん5
  - 7代目林家正蔵 - 初代林家三平 - 2代目林家三平
  - 林家木久扇 - 2代目林家木久蔵
  - 三遊亭好楽 - 7代目三遊亭円楽
  - 2代目桂春蝶 - 3代目桂春蝶
  - 月亭八方 - 月亭八光
- 7代目林家正蔵 - 初代林家三平 - 9代目林家正蔵 - 林家たま平・林家ぽん平
- 初代橘屋圓太郎 - 三遊亭圓朝
- 三遊亭金勝 - 柳家金語楼・先代昔々亭桃太郎
- 3代目林家染語楼 - 4代目林家染語楼 - 林家市楼
- 初代三遊亭圓右 - 2代目三遊亭圓右
- 初代三遊亭圓左 - 2代目三遊亭圓左
- 2代目三遊亭金朝 - 3代目三遊亭金朝
- 初代桂文治 - 2代目桂文治
- 3代目桂文治 - 江戸4代目桂文治 - 6代目桂文治・4代目桂文之助 - 5代目桂文之助
- 4代目三遊亭圓生 - 橘家小圓喬
- 2代目桂才賀 - 5代目桂文楽・春風亭傳枝
- 2代目三遊亭萬橘 - 初代柳家小せん
- 3代目麗々亭柳橋 - 4代目麗々亭柳橋・5代目麗々亭柳橋
- 笑福亭松右衛門 - 桂文屋
- 5代目笑福亭松鶴 - 6代目笑福亭松鶴 - 5代目笑福亭枝鶴
- 5代目古今亭志ん生 - 10代目金原亭馬生・3代目古今亭志ん朝
- 2代目桂春團治 - 3代目桂春團治
- 三遊亭圓麗 - 2代目三遊亭小圓朝 - 3代目三遊亭小圓朝
- 3代目三遊亭圓之助 - 4代目三遊亭小圓朝
- 初代三遊亭圓之助 - 朝寝坊志らく
- 2代目蜃気楼龍玉 - 3代目三遊亭小圓遊
- 3代目桂三木助 - 4代目桂三木助
- 3代目桂米朝 - 5代目桂米團治
- 2代目桂枝雀 - 桂りょうば
- 初代柳家蝠丸 - 10代目桂文治
- 6代目雷門助六 - 8代目雷門助六
- 2代目古今亭圓菊 - 3代目古今亭圓菊
- 5代目柳家小さん - 6代目柳家小さん
- 6代目柳家つば女 - 11代目柳家小きん
- 2代目三遊亭金翁 - 5代目三遊亭金馬
- 6代目三遊亭圓窓 - 三遊亭窓輝
- 林家時蔵 - 林家あんこ
- 4代目桂福團治 - 桂福若
- 2代目桂猫丸 - 初代桂枝太郎
- 桂枝雁 - 桂燕太郎
- 3代目桂文吾 - 初代桂小文吾
- （亭号不明）左楽 - 気取家延若
- 桂團輔 - 5代目桂文吾
- 桂團丸 - 初代桂小春團治
- 2代目露の五郎兵衛 - 露のききょう（綾川文代）
- 月亭都勇 - 3代目三遊亭圓馬
- 月の家満月 - 4代目三遊亭圓馬
- 初代林家菊丸 - 2代目林家菊丸・林家花丸
- 林家うさぎ - 笑福亭花丸（林家花丸）
- 初代五明楼玉輔 - 4代目入船亭扇橋
- 初代金原亭馬きん - 3代目五明楼玉輔
- 浅草亭馬道 - 5代目金原亭馬生
- 3代目桂文三 - 4代目桂文三
- 3代目桂文都 - 4代目桂文都
- 2代目三笑亭吾妻 - 2代目三笑亭芝楽
- 2代目桂文之助 - 3代目笑福亭福松
- 2代目笑福亭松之助 - 明石家のんき
- 5代目柳亭痴楽 - 3代目柳亭小痴楽
- 6代目三遊亭円楽 - 三遊亭一太郎
- 3代目桂文福 - 桂鹿えもん
- 4代目桂梅團治 - 桂小梅
- 5代目林家小染 - 3代目林家染八
- 柳家三好 - 4代目橘家圓好
- 8代目入船亭扇橋 - 3代目柳亭燕枝
- 初代春風亭柳條 - 初代立花家花橘 - 春風亭柳橘
- 初代三升屋勝次郎 - 2代目三升屋勝次郎
- 2代目鼠遊亭鉄扇または春風亭柳賀 - 3代目柳亭左楽・2代目富士松ぎん蝶
- 桂鯛助 - 5代目三遊亭新朝
- 林家たい平 - 林家咲太朗
- 三遊亭愛楽 - 三遊亭愛二郎
- 柳家三三 - 柳亭市悟

## 祖父と孫の落語家
- 5代目笑福亭松鶴 - 笑福亭小つる（和多田勝）（孫）
- 7代目林家正蔵 - (初代林家三平）- 9代目林家正蔵・2代目林家三平（孫）
- 初代林家三平 - (9代目林家正蔵) - 林家たま平・林家ぽん平（孫）
- 3代目桂三木助 - 5代目桂三木助（3代目の孫、4代目の甥）
- 5代目柳家小さん - 柳家花緑（孫）
- （5代目古今亭志ん生) - 10代目金原亭馬生 - 金原亭小駒（孫）

## 義父と義子の落語家
- 5代目三遊亭圓生 - 6代目三遊亭圓生（義理の息子）

## 養父と養子の落語家
- 6代目桂文治 - 8代目桂文治（養子）
- 2代目三笑亭可楽 - 3代目（武正可楽）三笑亭可楽（養子）
- 9代目桂文治 - 10代目翁家さん馬（養子）
- 2代目桂文昇 - 2代目桂福團治（養子）
- 2代目林家木鶴 - 2代目桂文三（養子）
- 8代目雷門助六 - 9代目雷門助六（養子）

## 日本語以外での落語を演じる落語家
日本語以外の言語で高座を務めたプロの落語家（正式に入門している者）
順不同。
- 2代目林家三平（中国語、英語）
- 柳家東三楼（英語）
- 桂右團治（英語）
- 三遊亭とん馬（英語、中国語）
- 桂歌蔵（英語）
- 三遊亭竜楽（英語・フランス語・イタリア語・ドイツ語・スペイン語・ポルトガル語・中国語）
- 三遊亭楽生（中国語）
- 三遊亭好青年（英語、スウェーデン語）※スウェーデン出身の外国人落語家
- 立川志の春（英語）
- 桂枝雀（英語）
- 露の新治（中国語）
- 桂雀喜（中国語）
- 三代目桂歌之助（中国語）
- 立川らく朝（英語）
- 桂福丸（英語）
- 桂かい枝（英語）
- 桂あさ吉（英語）
- 笑福亭銀瓶（韓国語）
- 笑福亭笑子（英語）
- 笑福亭たま（英語）
- 三遊亭遊かり（英語）
- 桂三輝（英語）※カナダ出身の外国人落語家
- 桂福龍（落語）※カナダ出身の外国人落語家
- らむ音（英語、ポルトガル語）

なお、2代目快楽亭ブラックは父親が米国人であるが、英語は話せない。

## 代表的な落語家

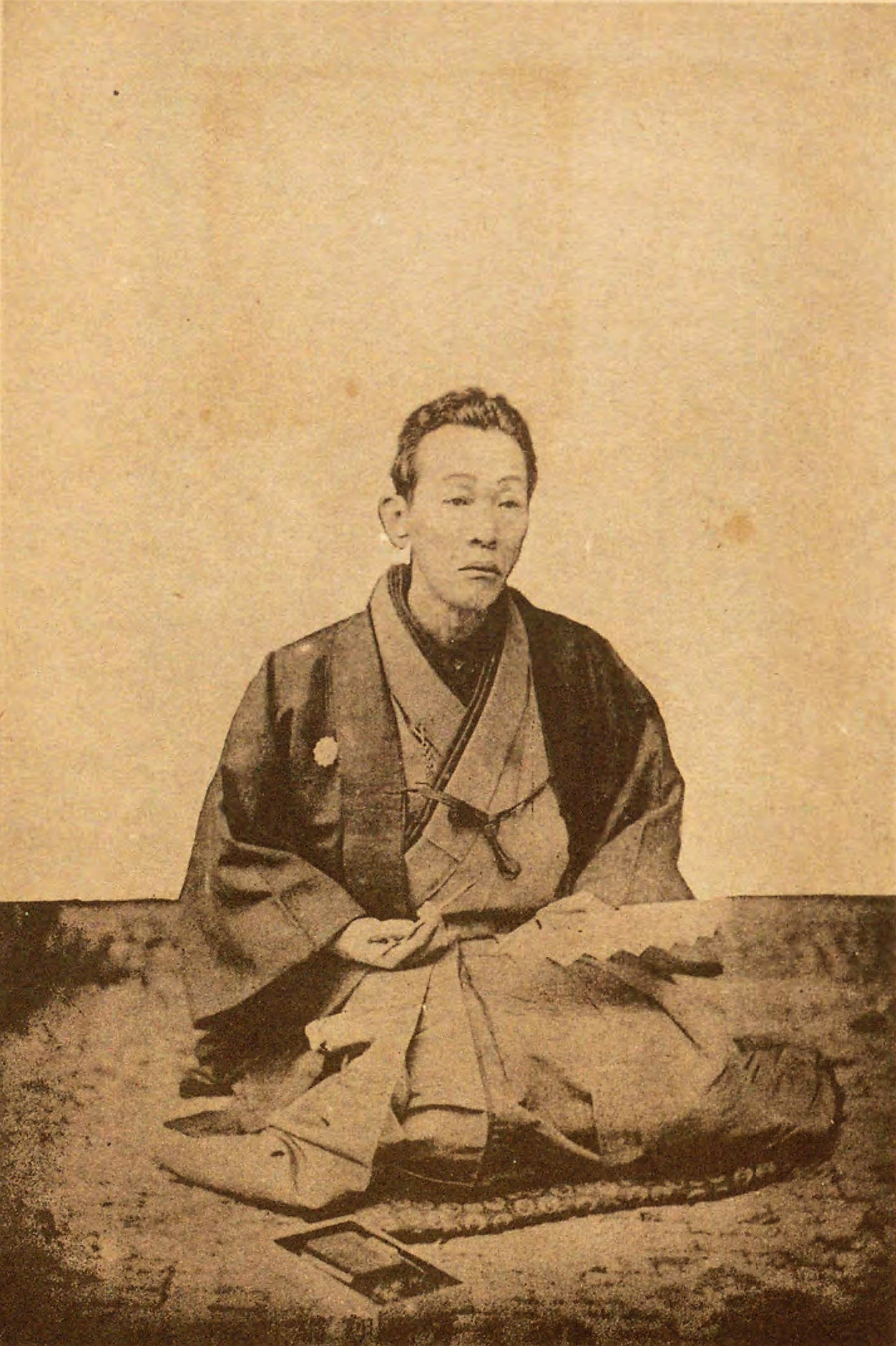
初代三遊亭圓朝

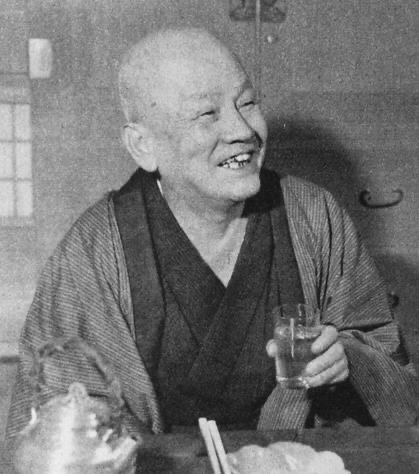
五代目古今亭志ん生

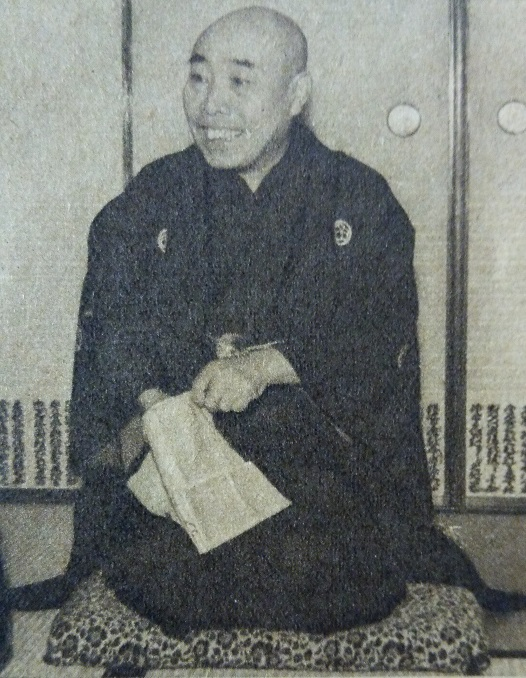
三代目三遊亭金馬

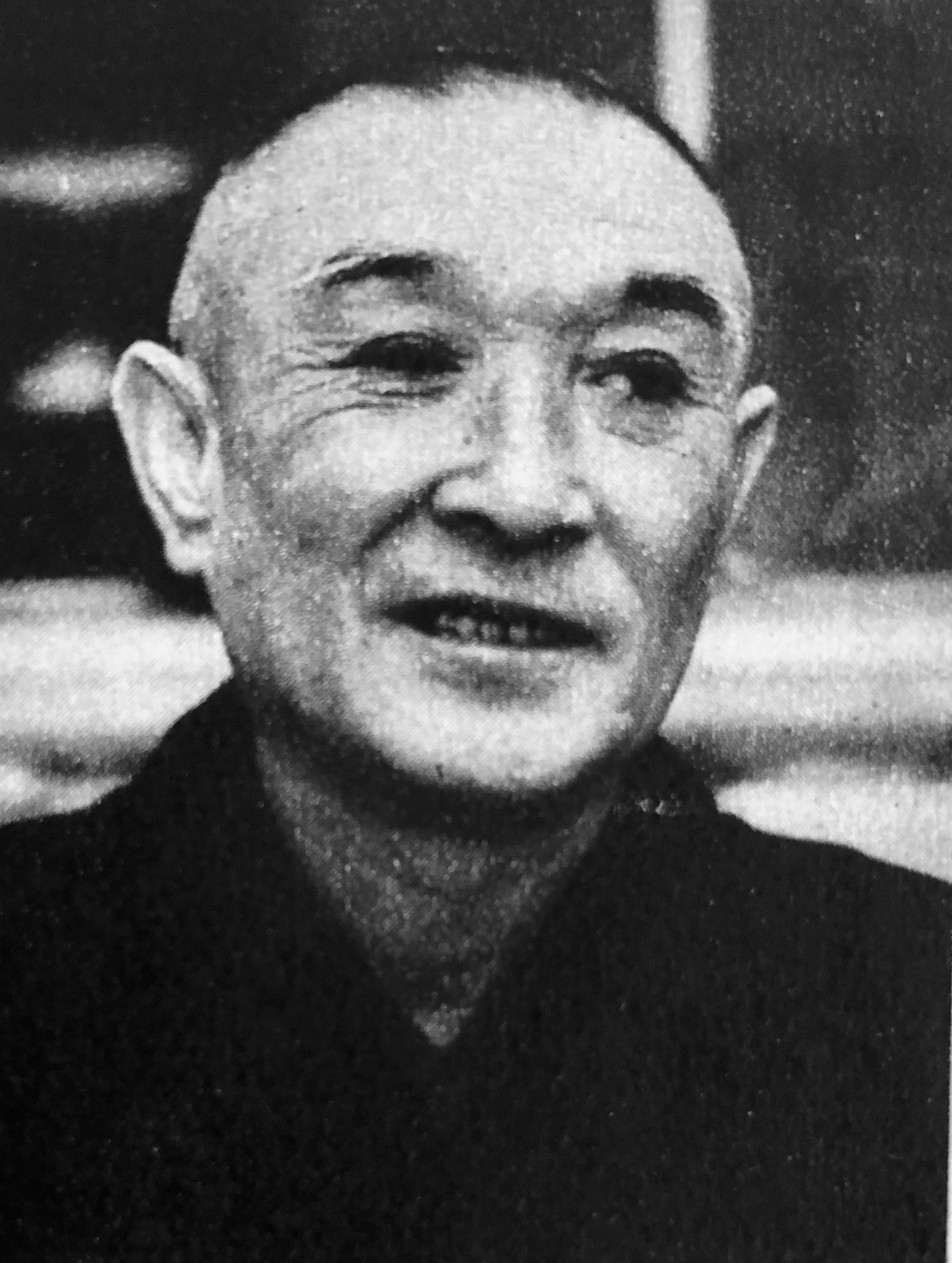
八代目桂文楽

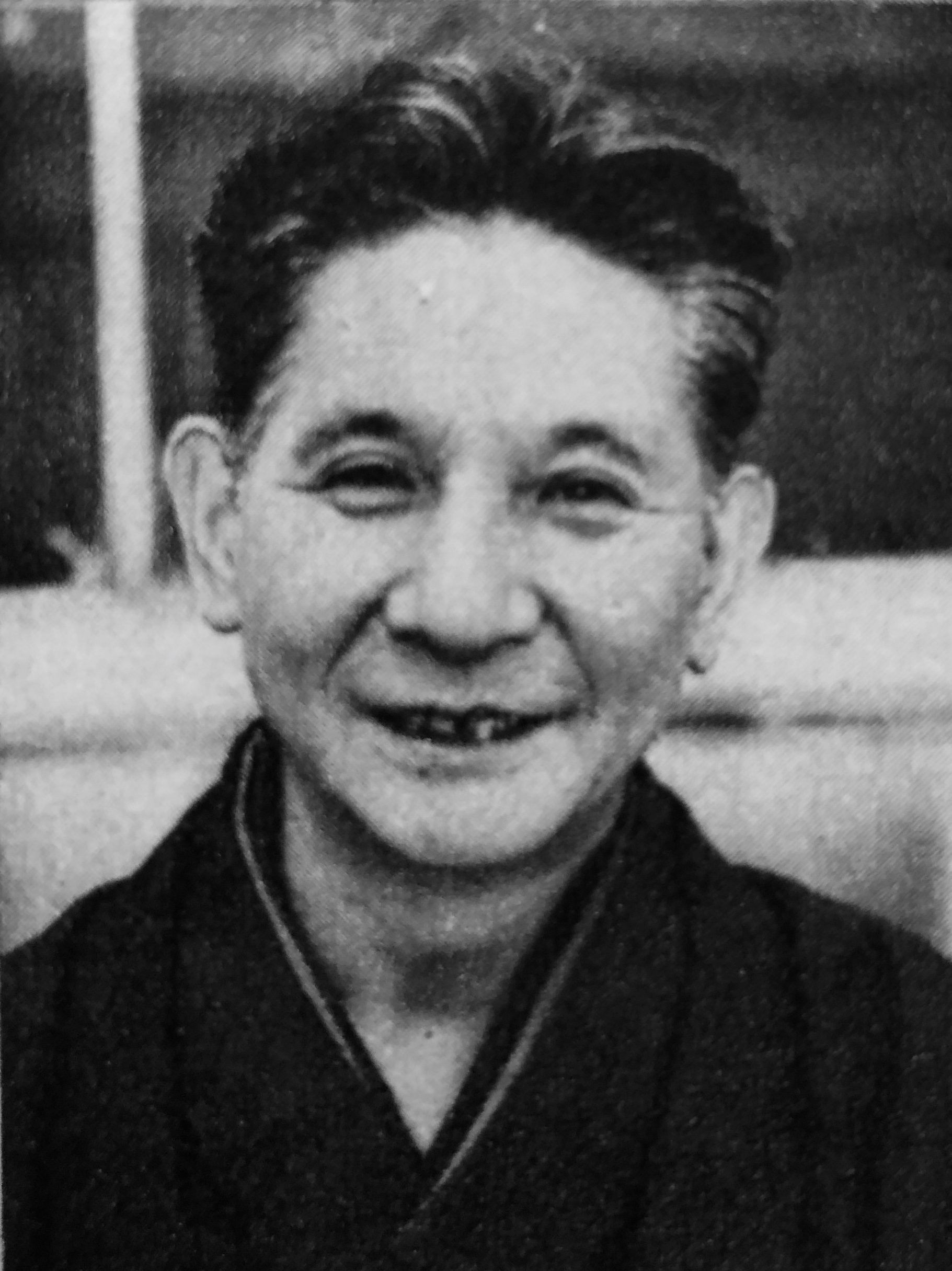
三代目桂三木助

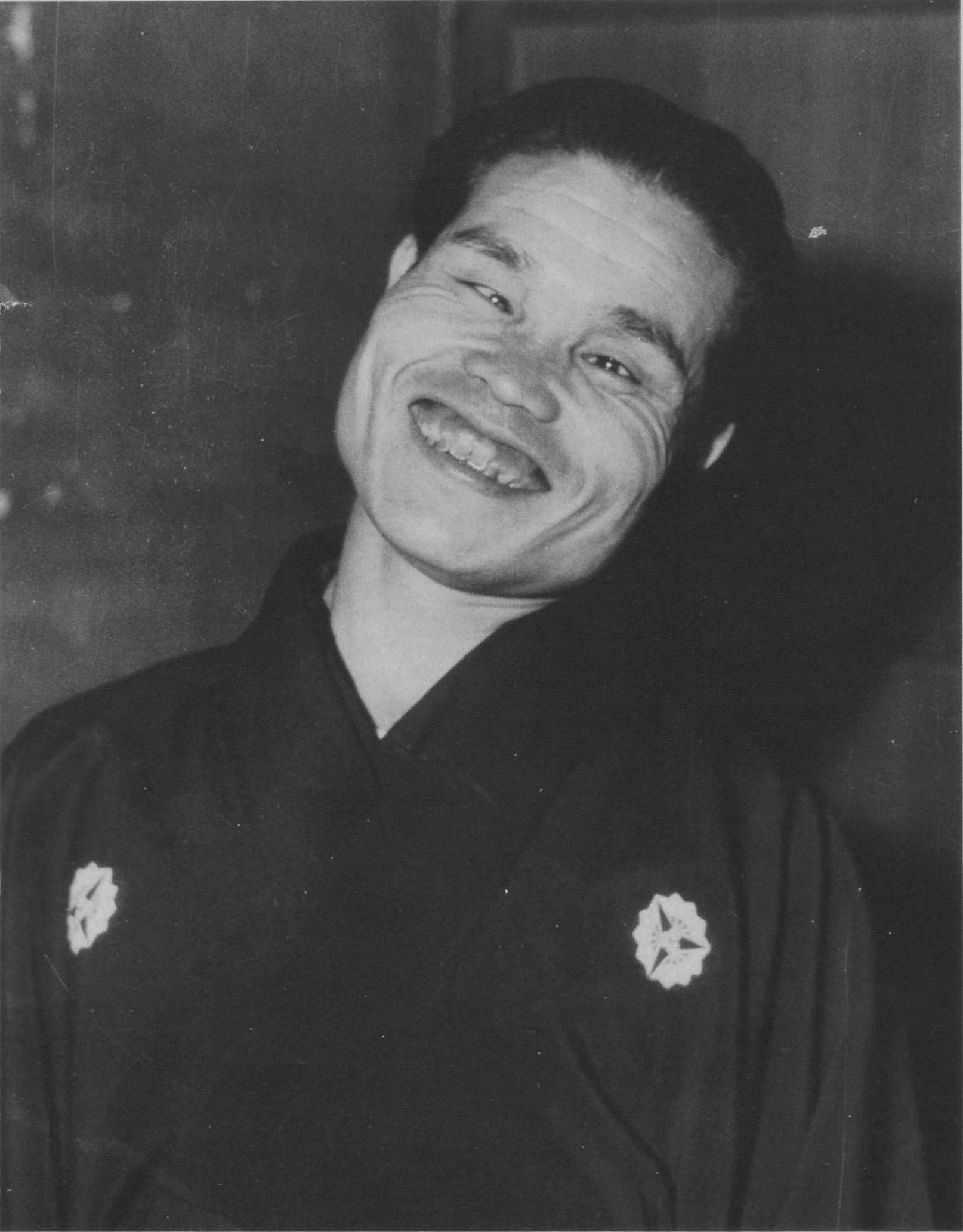
三代目三遊亭歌笑

初代林家三平（右は妻の海老名香葉子）

六代目三遊亭圓生

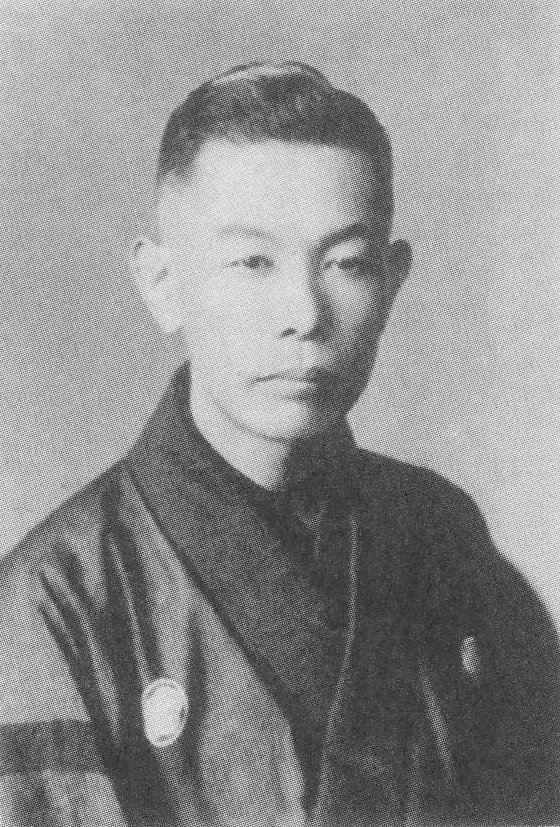
林家彦六（八代目林家正蔵）

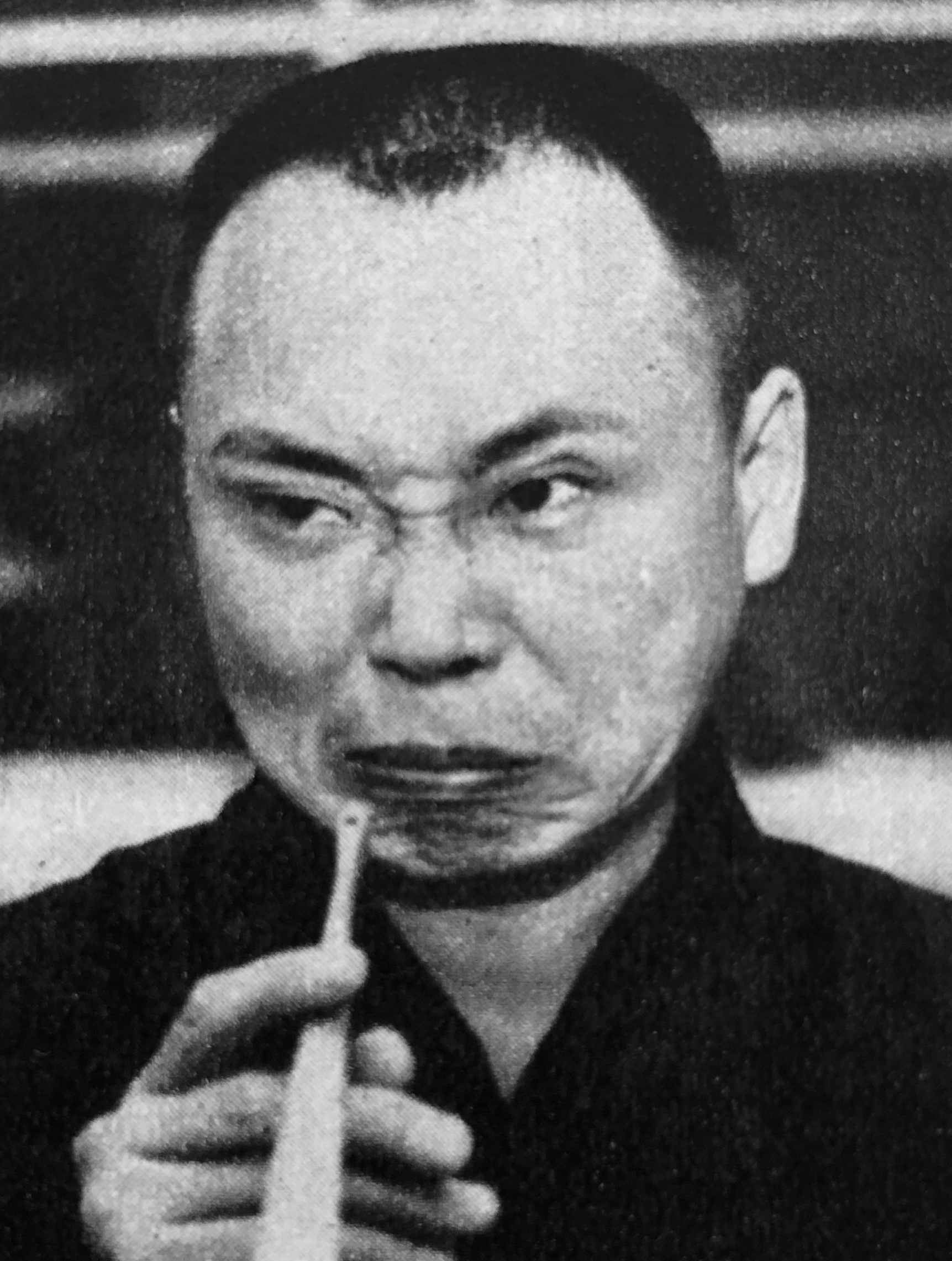
五代目柳家小さん

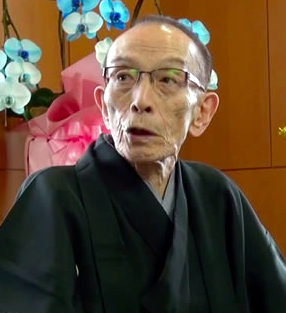
桂歌丸

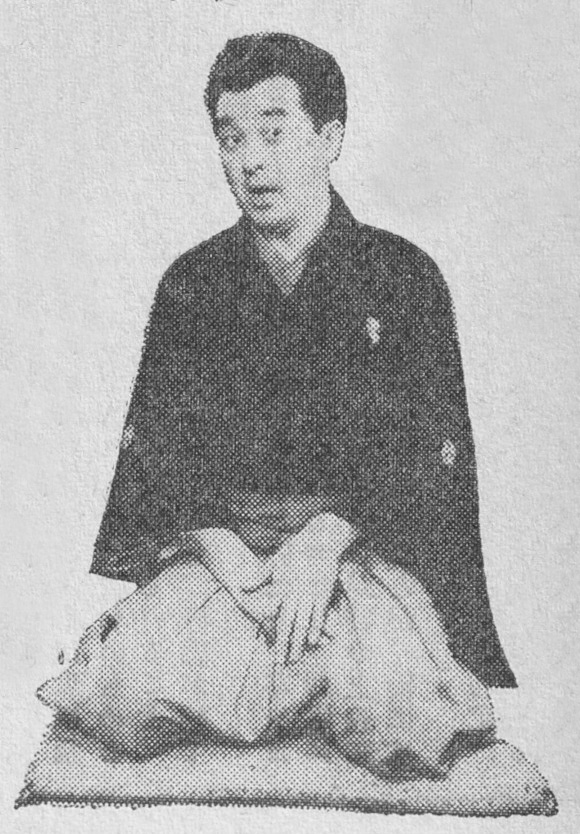
四代目桂米丸

明治以降において活躍した代表的な落語家を挙げる。その他の落語家については落語家一覧、Category:落語家を参照。

### 落語四天王
特に優れた落語家を「（落語）四天王」（してんのう）として比喩されることがある。活躍した年代や拠点により様々な用法がある。人物詳細は各リンク先を参照の事。
1. 初代三遊亭圓朝の弟子の初代三遊亭圓馬・3代目三遊亭圓生・4代目三遊亭圓生・2代目三遊亭圓橘の総称（「圓朝四天王」）。
2. 上方落語で明治に活躍した初代桂文之助・桂文左衛門・2代目月亭文都・初代桂文團治の総称（「明治の上方四天王」）
3. 落語睦会に所属していた6代目春風亭柳橋・8代目桂文楽・2代目桂小文治・3代目春風亭柳好の総称（「睦の四天王」）。
4. 当時、消えかかっていた上方落語の復興に尽力した、3代目桂米朝・3代目桂春團治・6代目笑福亭松鶴・5代目桂文枝の総称（「上方落語四天王」）。
5. 1960年代にテレビを中心にして起こった演芸ブームで台頭した、東京の当時の若手落語家であった7代目立川談志・5代目三遊亭圓楽・3代目古今亭志ん朝・5代目春風亭柳朝の総称（「東京落語四天王」。落語評論家の川戸貞吉は五代目春風亭柳朝を排して5代目月の家圓鏡（後の8代目橘家圓蔵）を加えていた）。

### 江戸の落語家
初代三遊亭圓朝（さんゆうてい えんちょう）
江戸末期から明治にかけて活躍した落語家。落語筆記や寄席の近代化、新作落語など、落語の近代化に尽くしたため「落語中興の祖」として仰がれ、現在も「圓朝忌」や「圓朝まつり」として法要やイベントに名を遺す。講談的な人情噺や怪談噺を得意とした。人情噺では『塩原多助一代記』『文七元結（ぶんしちもっとい）』など、怪談噺では『牡丹燈籠（ぼたんどうろう）』『真景累ヶ淵（しんけいかさねがふち）』『乳房榎（ちぶさえのき）』などが代表作である。後述の林家彦六や後年の桂歌丸が圓朝作の怪談噺を得意としていた。
明治期の名士であり、夏目漱石の小説などにも描かれた。墓は谷中にある。父は初代橘家圓太郎。

5代目古今亭志ん生（ここんてい しんしょう）
旧旗本美濃部家の息子だが、遊びが過ぎて勘当され、芸を志す。当初は落語だけでなく講談もやっていたが、一向に芽が出ず、赤貧生活が続いた。当時の様子は『なめくじ艦隊』に詳しい。講談も含め芸名を15回変えたことでも有名。
戦争中、6代目三遊亭圓生と共に満州巡業に出かけ、そのまま行方不明。戦後、引揚げてから人気落語家になる。十八番に『火焔太鼓』、『唐茄子屋』など。6代目三遊亭圓生をして「道場なら勝てるが、真剣で立会ったら私が斬られる」と言わしめた。
破天荒な芸風でもあったが、1961年末に脳出血で倒れ、3か月の昏睡を経て半身不随になりつつも約1年後に復帰を果たしたが、豪快な芸風は影を潜めこの時期を境に「病前」「病後」と区切る事も多い。1968年を最後に高座から遠ざかり、1973年9月に83歳で死去した。
高座で酔って寝込むなどエピソードも多い。長男は10代目金原亭馬生、次男は3代目古今亭志ん朝で、ともに父に弟子入りしている。孫には女優となった池波志乃がいる。

3代目三遊亭金馬（さんゆうてい きんば）
大正から昭和にかけて活躍。禿げ頭が特徴で「やかんの先生」とも呼ばれた。
26歳の若さで真打に昇進し、古典を中心に持ちネタが多く、博識で万人向けのわかりやすい落語で人気を集めた。一方で評論家からの受けはよくなく、当時影響力の大きかった久保田万太郎やその弟子である安藤鶴夫からは評価されず、敵対関係となっている。代表的なネタは『居酒屋』など。
東宝名人会の専属であったため、定席寄席に出演する機会はなく、実質的にフリーで活動している。
趣味は釣りで、そのことが元で晩年に列車事故に遭い左足を失ったが、それでも釈台で足を隠しながら高座を務めている。
1964年11月、肝硬変により70歳で死去。弟子には人気者となった三遊亭小金馬（後の四代目金馬、二代目金翁）がおり、また、東京大空襲で戦災孤児となった知人の中根香葉子（海老名香葉子、のちの初代林家三平夫人）を養女として引き取っている。

8代目桂文楽（かつら ぶんらく）
8代目桂文楽・5代目古今亭志ん生と並んで昭和の落語界を支えた。上野西黒門町（現東京都台東区上野1丁目）に住まいがあったため、「黒門町」とも呼ばれた。8代目桂文楽が会長であった落語協会も旧西黒門町にある。
8代目桂文楽の芸は緻密で、演目は少なかったが絶品とされた。芸に対しては自分にも他人にも厳しかった。本来は桂文楽の「6代目」に当たるが、8は末広がりで縁起がいいということで、勝手に8代目と名乗った。代表的な演目は『明烏（あけがらす）』、『鰻の幇間（うなぎのたいこ）』など。
その芸は一点の狂いもなく行われるのが特徴だったが、1971年（昭和46年）国立小劇場で『大仏餅』を口演中に登場人物の「神谷幸右衛門」の名前が出てこなくなり、「もう一度勉強し直して参ります」と客席に詫びて高座を降りた。その後、高座に上ることなく同年12月に没した。

3代目桂三木助（かつら みきすけ）
別名「田端の師匠」「田端の三木助」。三遊亭圓朝作とされる古典落語『芝浜』を得意とし、当時は注目されなかった同作品を名作として落語界に普及させたことから「芝浜の三木助」とも呼ばれた。
日本芸術協会（現在の落語芸術協会）の6代目春風亭柳橋に入門するが、若い頃は放浪を繰り返したり、落語を廃業して日本舞踊家に転身したり、さらには賭場に出入りして「隼の七」を名乗るなど荒んだ生活をしていたが、日本舞踊の師匠時代の弟子（仲子夫人）に惚れて結婚する際に出された条件をのむ形で、『芝浜』の世界同様に博打を止めて、芸に精進するようになる。その甲斐があり二人は結ばれ、三木助を襲名する。
その後壮年期に入り、評論家の久保田万太郎・安藤鶴夫師弟などの知遇を得て『芝浜』を中心に、本格的な古典落語で名を馳せることになる。また、前述の8代目桂文楽に私淑していたことから、1959年に入門以来約40年間在籍していた芸協を離れ、フリーを経て念願となる落語協会へ移籍している。しかし、その直後に胃がんを発症し、円熟味を増す直前の1961年1月に58歳で死去した。
50歳の時に初めて実子を得たが、後に父同様落語家となる4代目桂三木助で、また娘の子（孫）も5代目桂三木助である。弟子には日本芸術協会時代には7代目春風亭柳橋（当時：桂木久夫）や3代目三遊亭圓輔（当時：桂木久松）らがおり（いずれも芸協に残留）、落語協会移籍後は桂木久八（後の九代目入船亭扇橋、三木助没後に5代目柳家小さん門下へ移籍）、桂木久男（現在の林家木久扇〈初代林家木久蔵〉、三木助没後に8代目林家正蔵門下へ移籍）らがいる。

3代目三遊亭歌笑（さんゆうてい かしょう）
戦中に前述の3代目三遊亭金馬に入門し、戦後は終戦直後の荒んだ世相に独特の容貌と新作落語で明るい笑いを提供した。
寄席の活動から離れていた金馬門下を離れて2代目三遊亭圓歌門下に移籍し、人形町末廣の席亭の知遇を得るなど寄席での活動で評判を得た。戦後まもなく真打に昇進し、元祖「爆笑王」「笑いの水爆」と異名を得て、多くの劇場を満員にするなど一世を風靡した。演目は七五調の『歌笑純情詩集』など抒情風の新作落語で、その後の初代林家三平や4代目桂米丸など新作派の目標ともなる存在でもあった。
人気絶頂期であった1950年3月に銀座松坂屋前の路上で米軍のジープに撥ねられて32歳で急逝した。真打としての活動は2年半に終わったが、歌笑没後は親友でもあった4代目柳亭痴楽が『痴楽綴方狂室』として芸風を受け継ぎ、新作派としてブレイクした。

5代目古今亭今輔（ここんてい いますけ）
昭和初期から中期にかけての新作落語の担い手で「新作の芸協」と称される基礎を作った。当時は評論家の久保田万太郎・安藤鶴夫師弟の影響や6代目三遊亭圓生（後述）などの古典落語礼賛の風潮で新作落語は評価されず不遇期でもあったが、「古典落語も、できたときは新作落語です」とのポリシーから、新作落語の創作や普及に務めた。著名な作品として『お婆さん三代記』『青空お婆さん』などの『お婆さん落語』シリーズで売り出したほか、柳家金語楼（名義：有崎勉）が作った人情噺風の『ラーメン屋』や『バスガール』といった新作を主に演じた。また三遊亭圓朝作の長編人情噺『塩原多助一代記』なども幅広く演じる。
1974年からは落語芸術協会2代目会長として、現在も続く芸協内の真打制度の基礎確立につとめた。1976年12月に胃がんのため78歳で死去した。
弟子として4代目桂米丸、3代目三遊亭圓右に加え、同じ芸協所属の5代目春風亭柳昇や4代目柳亭痴楽といった新作落語家を通じて芸協内に受け継がれていった。今輔の弟子として入門し、その後は諸事情で兄弟子の米丸の門下に移った古今亭今児（桂歌丸）も当初は新作落語を演ずる機会もしばしばあり、本格的な古典落語の口演と三遊亭圓朝作の埋もれた作品の発掘をライフワークにするのは壮年期以降となっている。

初代林家三平（はやしや さんぺい）
「よしこさーん」などの歌謡フレーズ、ギャグや駄洒落を取り入れたスタイルで、高度成長期に一世を風靡した落語家。通称は「根岸の師匠」。客いじりが絶妙で、彼の寄席は常に爆笑の渦であった。落語とバラエティ番組の接点を切り開いたタレントとしても知られる。
父（7代目林家正蔵）に落語の手ほどきを受けるが、父の死後はかつて父の弟子であった4代目月の家圓鏡（後の7代目橘家圓蔵）に師事する。
若いころは芸が未熟と指摘もあったが、大衆の人気は絶大であった。円熟期を迎えた直後の1979年正月に脳溢血に倒れ、療養を経て同年10月には奇跡の復帰を果たすが、その約1年後の1980年9月に肝臓がんにより54歳の若さで死去した。正蔵襲名は遂にかなわず、柳家小三治や月の家圓鏡などの襲名のすすめも辞退し、生涯一つ名で通した。代表的な演目は『源平盛衰記』。
弟子として惣領弟子の林家こん平（2020年12月死去）が三平死後は一門を牽引し、ギター漫談の林家ペーなどの色物芸人やタレントも多く抱えており、三平一門は落語協会でも一大勢力となっている。長男の9代目林家正蔵（前名：こぶ平）は存命中に三平に（三平死後はこん平門下に移る）、次男の2代目三平（前名：いっ平）は三平の死後、こん平にそれぞれ弟子入りした。娘は元女優海老名美どり（俳優峰竜太夫人）、泰葉（春風亭小朝元夫人）。孫に林家たま平（正蔵の長男）、林家ぽん平（正蔵の次男）がおり、たま平、ぽん平兄弟は何れも二人の父である9代目正蔵に弟子入りしている。

6代目三遊亭圓生（さんゆうてい えんしょう）
昭和の落語界を代表する人物の一人で、通称「柏木の師匠」。
元は子供義太夫の出身で、継父に5代目三遊亭圓生を持つ。5代目圓生の師匠である4代目橘家圓蔵門下となり、師匠・継父に優遇されるも、同名跡を襲名するまでなかなか芽が出なかった。戦後、ラジオ東京（現：TBSラジオ）と専属契約を結ぶと、人気落語家の一人となる。NHKの連続テレビ小説『おはなはん』出演など俳優としても活動した。
主に活動の舞台としたのはホール落語で、独演会を多く開くなど、古典落語を中心とした本格的な落語家となる。また、メディアへの出演も多い一方で、『圓生百席』などLPレコード収録も積極的に行った。
その反面、非常に圭角のある人物でもあり、芸に対しての姿勢や自身の「古典落語至上主義」などもあり、8代目林家正蔵（林家彦六）や4代目鈴々舎馬風など終生そりが合わなかった人物も多く、落語協会会長在籍時には自身の真打に対するポリシーから真打昇進を殆ど行わなかった。このため、二つ目が大量に滞留する結果となり、落語協会分裂騒動の伏線になったとされる。
晩年の1978年、大量の真打昇進を巡って5代目柳家小さん執行部と対立し、5代目三遊亭圓楽ら一門を引き連れ、落語協会を離脱し「落語三遊協会」を設立した（「落語協会分裂騒動」）。しかし「三遊協会」は江戸のすべての寄席から締め出しを喰らい、ホール落語を中心として活動することとなった。翌1979年9月3日、自身の79歳の誕生日の高座で小噺を口演後に心筋梗塞で倒れ、死去。前述の騒動の影響もあり、これ以降は圓生の名跡は事実上封印状態となっている。

林家彦六（はやしや ひころく）（8代目林家正蔵）
通称「稲荷町の師匠」。また「彦六の正蔵」とも言われる。海老名家より一代限りの約束で「林家正蔵」の名跡を借りて「8代目」として襲名。三平の没後は正蔵の名跡を返上し「林家彦六」を襲名した。
古典落語、特に怪談噺や芝居噺で知られ、芝居噺に特化した独演会を岩波ホールで定期的に開いたり、記録映画を多数残している。
曲がったことが大嫌いな性格から「トンガリ」とも言われ、前出の六代目圓生とは終生そりが合わなかった。また、自身にまつわる様々なエピソードを残しており、独特の発声法や仕草が他の落語家から真似をされることも多く、弟子である林家木久扇（初代林家木久蔵）によりエピソードを元にした地噺である『彦六伝』でネタにされている。
1982年1月、86歳で死去。弟子には前出の木久扇、5代目春風亭柳朝や五代目圓楽門下へ移籍前の三遊亭好楽（当時は林家九蔵）らがおり、このほか「落語協会分裂騒動」で圓生から破門された春風亭一柳（元・三遊亭好生）を客分格の弟子として預かっている。

5代目柳家小さん（やなぎや こさん）
滑稽噺を得意とし昭和中・後期を中心に活躍。通称「目白の師匠」。特に蕎麦をすする芸が有名。落語界初の重要無形文化財保持者（人間国宝）に認定されたことでも知られる。前座時代に「二・二六事件」でクーデター側の二等兵として参加していたことは有名である。
落語協会会長として1976年から24年間にわたり在職し、真打制度の改革に取り組む一方、前述の「落語協会分裂騒動」や弟子であった立川談志一門の離脱（落語立川流設立）を引き起こしている。
メディアやテレビCM出演も多く、永谷園の即席味噌汁「あさげ」や須藤石材などのCM出演も長く務めた。
2002年5月、87歳で死去。面倒見の良さから直弟子数は30名以上、孫弟子や曾孫弟子も含めると落語協会では100名以上の勢力を誇る系譜となっている。また、5代目鈴々舎馬風、10代目柳家小三治（後述）、4代目柳亭市馬、柳家さん喬と一門から4人が落語協会会長となっている。実子は6代目柳家小さん、甥に柳家花緑がおり、いずれも5代目小さん門下（6代目小さんは5代目の没後、兄弟子の馬風門下に移籍）である。

3代目三遊亭圓歌（さんゆうてい えんか）
主に新作落語を得意とし、初代林家三平とともに「爆笑落語」の分野の第一人者として活躍。前名の「歌奴」としても知られる。メディア出演も多かったが、圓歌襲名後は高座への出演比率が高くなる一方で、1985年には日蓮宗の僧侶として得度している。
自ら吃音者であったことを逆手に取り、新作落語『授業中（通称：山のあな）』で人気を博した。また、浪曲好きが高じて木村若衛に入門して自作の『浪曲社長』などに導入している。『宮戸川』などの古典落語も演じる一方で、晩年は自叙伝的なネタである地噺の『中沢家の人々』を演じる機会が多かった。
以前の落語界の常識を覆し、眼鏡姿での高座出演や江戸落語では初めて女性の弟子（三遊亭歌る多）を真打に育て上げている。1996年から10年間、先述の5代目柳家小さんの後任として落語協会会長も務めた。2017年4月、88歳で死去。弟子には先述の歌る多や角界から異色の転身を果たした三遊亭歌武蔵、色物で三味線漫談（女道楽）の2代立花家橘之助などがおり、その中で4代目圓歌の名跡を弟子の三遊亭歌之介が2019年3月に襲名した。

5代目春風亭柳昇（しゅんぷうてい りゅうしょう）
主に新作落語を得意とし、4代目桂米丸とともに、既に新作落語で名を馳せていた今輔に続く形で「新作の芸協」の象徴ともなった。桂歌丸が柳昇の落語を聞き落語家になるきっかけとなった。
太平洋戦争に従軍経験があり、手の指を数本負傷した。このことから手を使った表現が多い古典落語より新作落語に比重を置いて活動し、人気の落語家となった。メディア出演も多く、フジテレビ『お笑いタッグマッチ』の司会で人気を集め、自身のネタでもある『与太郎戦記』は書籍や映画化された。ゆうきまさみの漫画『究極超人あ〜る』の春風高校校長・柳昇（やなぎのぼる）のモデルであり、同作のドラマCDでは本人が声を当てている。
落語芸術協会での役職は副会長に留まったが、一方で後述の4代目三遊亭金馬（2代目金翁）とともに「日本演芸家連合」の理事長として、国立演芸場の設立に携わるなど、演芸界の地位向上や発展のためにも尽力している。
2003年6月、82歳で死去。弟子に師匠と同じ新作落語を中心に活動する3代目昔昔亭桃太郎、対照的に古典落語を中心に活動する瀧川鯉昇、新作・古典ともに熟しメディアでも活躍を見せ、芸協の会長、『笑点』の6代目司会者となった春風亭昇太らがいる。

桂歌丸（かつら うたまる）
立川談志、5代目三遊亭圓楽らとともに日本テレビ『笑点』の放送開始時からの出演者で、5代目司会も務めた。
積極的なメディア出演の一方で、円熟期以降は高座では古典落語を中心に演じ、後年は初代三遊亭圓朝作の怪談噺などの演目や廃れた噺の発掘も積極的に行った。
入門時は5代目古今亭今輔（前述）門下であったが、新作中心の師匠との芸風の乖離や香盤に不満を持ったこともあり、一時落語家を廃業。その後、同じ今輔門下の兄弟子である4代目桂米丸門下として復帰し、米丸一門の惣領弟子となった。落語芸術協会会長として2004年から2018年の死去まで在職し、出身・居住地である横浜市にある横浜にぎわい座の2代目館長も務めた。誕生から死没まで横浜市の下町的な地域である「真金町」で過ごしており、地域の象徴としても愛された存在であった。
晩年は度重なる病気との戦いで『笑点』司会者を勇退してからは高座での活動がメインとなったが、慢性閉塞性肺疾患の影響で酸素吸入が欠かせない状態となっていた。2018年7月、81歳で死去。弟子に桂歌春のほか4名いる。

10代目柳家小三治（やなぎや こさんじ）
5代目柳家小さん門下で、落語家としては師匠譲りの滑稽噺を中心とした古典落語に加え、多くのネタを持つ落語家として活躍。2004年10月には落語家では師の5代目小さん、桂米朝に続く3人目の重要無形文化財保持者（人間国宝）に認定された。通称「高田馬場の師匠」。
都立青山高校在学中から素人参加の演芸番組に出演し、高校卒業後に5代目小さんに入門。1969年に17人抜きで真打に昇進し、10代目小三治を襲名した。以降は師の死去後も柳派の止め名である小さんを襲名せず、小三治のまま通した。2010年から4年間落語協会の会長を務めており、在任中は数名の抜擢真打も行っている。
高座ではマクラにも定評があり「マクラの小三治」とも称され、エッセイ風の噺や全編マクラだけの高座、さらには高座にグランドピアノを入れて自身が歌唱する演目もかけたことがある。またバイクや俳句、草野球、オーディオ鑑賞など多趣味でも知られた。
2021年10月、81歳で死去。リウマチを抱えながらも最晩年まで現役として活動し、亡くなる5日前まで高座に上がっていた。弟子に柳家喜多八（2016年5月死去）、柳家三三などがいる。

三遊亭圓丈（さんゆうてい えんじょう）
前出の6代目三遊亭圓生の七番弟子で、主に1980年代以降は新作落語の担い手として、後の落語家にも多くの影響を与えた。
もっとも圓生存命時は気難しい師の新作嫌悪の影響もあり、古典落語を中心に活動していた。落語協会分裂騒動では師に従って一時落語協会を離れたが、師の死去による解散により落語協会に復帰。この頃から本格的に新作落語に取り組むようになり、SF小説のような独特の世界観を持つ「実験落語」を創作。柳家小ゑんや夢月亭清麿などとともに渋谷ジァン・ジァンなどで定期的な落語会を開いて、新たなファン層を獲得した。主な創作演目は『悲しみは埼玉に向けて』『肥辰一代記』『ぺたりこん』『グリコ少年』など多数ある。
圓丈の「実験落語」に影響された人物として、直弟子の三遊亭白鳥のほか、春風亭昇太、柳家喬太郎、林家彦いちといった当時の若手落語家や、同様に上方で創作落語を頻繁に作っていた桂三枝（6代目桂文枝）などがおり、圓丈作の作品を持ちネタにする落語家も多い。
多趣味でも知られ、狛犬の研究や草創期からパソコンやコンピューターゲームにも精通し、連載を持っていた。著書も多いが、その中で『御乱心 落語協会分裂と、円生とその弟子たち』や『落語家の通信簿』では暴露本的な内容や同業者批判なども含まれており、物議を醸している。
晩年は急性硬膜下血腫を患い闘病していたが、2021年11月、76歳で死去。弟子には先述の白鳥や惣領弟子で町田市議会議員としても活動する三遊亭らん丈、新作・古典の双方を熟し期待されている三遊亭天どん、2024年に抜擢で真打昇進した三遊亭わん丈（圓丈死後は天どん一門で預かり）がいる。

2代目三遊亭金翁（さんゆうてい きんおう）（4代目三遊亭金馬）
前出の3代目三遊亭金馬の弟子で、師の死後に長きに渡り名乗った4代目金馬、また前名の小金馬として知られる。
テレビ放送草創期のNHK『お笑い三人組』に講談師の一龍齋貞鳳、物真似師の3代目江戸家猫八とともに出演し、テレビタレントとしても人気を得た。一時期『笑点』の大喜利メンバーでもあった。
金馬襲名後は徐々に寄席での活動にシフトするとともに、しゃがれ声と分かりやすい語り口で新作・古典落語の双方を熟し、ネタ数も屈指を誇った。また主に寄席芸人の団体が集結して地位向上を目指した「日本演芸家連合」の理事長や会長などを歴任し、先述の柳昇とともに国会議員などへ国立演芸場設立へ向けてのロビイングなどでも尽力し、その結果1979年に国立演芸場が開場するなど功績を残した。また、分裂状態にあった東京の講談界の再統一（講談協会の結成）にも仲介役を果たした。このほか、毎年夏の恒例大喜利となっていた『住吉踊り』の座長を古今亭志ん朝死去後に受け継ぐなど、伝統芸能の継承と後進の育成にも努めた。
2020年秋に「金馬」の名跡を実子である金時が襲名し、自身は隠居名である「金翁」を2代目として襲名。その後も最晩年まで現役として活動した。2022年8月、93歳で死去。戦中期の入門から令和まで活動し、江戸落語家で芸歴最古の落語家となっていた。

6代目三遊亭円楽（さんゆうてい えんらく）
「東京落語四天王」の一人であった5代目三遊亭圓楽の直弟子としては二番弟子（移門も含めれば香盤順に4番目）となる。青山学院大学在学時から5代目圓楽の鞄持ちのバイトを務め、その後正式に入門。大師匠の6代目三遊亭圓生から「楽太郎」と名付けられ、長らくその名で活動する。
日本テレビ『笑点』にはアシスタントを経て、6代目三遊亭圓窓の降板とともにレギュラーに起用され、以後亡くなるまで40年余にわたり出演。大喜利では博識な回答とともに「腹黒キャラ」を売りに、前出の歌丸との罵倒合戦で番組を盛り上げた。『笑点』以外にもタレントとしてメディア出演が多かった。
落語協会分裂騒動、円楽一門会の旗揚げには終始一貫して師とともに行動する。2010年2月に6代目圓楽（円楽）を襲名。本来は名跡の生前贈与となる予定であったが、前年10月に師の5代目が亡くなったため、揃い踏みは叶わなかった。
6代目襲名後は落語界の東西交流にも尽力し、自身がプロデュースする「博多・天神落語まつり」は初回の2007年以来、現在も続く東西落語家が多数集結する一大イベントに成長している。一方で寄席に出演できない円楽一門会の存在感を高めるために各団体との橋渡し役に努め、落語芸術協会への合流も試みたが叶わなかったことから、自身が落語芸術協会に客員として加入した他、新宿末廣亭への圓楽一門の継続的な出演へのきっかけを作った。また、前出の騒動で空中分解した旧圓生一門の関係改善にも努め続けた。
晩年は師と同様に闘病の連続で肺がん、さらに脳梗塞を患った。一時高座にも復帰したが、2022年9月、72歳で死去。封印状態にあった三遊亭圓生襲名に名乗りを上げた矢先の死となった。弟子に惣領弟子の三遊亭楽生らの他、実子で声優の会一太郎（三遊亭一太郎）も門下。また放送作家の石田章洋とタレントの伊集院光の両名も元弟子で廃業後も身内として交流を続けていた。

4代目桂米丸（かつら よねまる）
前出の5代目古今亭今輔の弟子で、戦後から「新作の芸協」と呼ばれる師匠の系譜を受け継いで、新作一筋で活動した。現役最古参として、前出の金翁とともに昭和・平成・令和と三世代にわたって活動した落語家でもあった。
旧制都立化学工専を卒業後に今輔に入門し、前座修業は行わずに実質二ツ目の身分で噺家としてのキャリアをスタートさせ、約2年という異例の速さでで真打に昇進する。時勢に合わせた新作落語を多数制作し、戦後の新作落語の柱石として活動し、メディアにも積極的に出演した。主なネタは『びっくりレストラン』『ジョーズ（のキャー）』『賢明な女性たち（宇宙戦争）』『宝石病』『相合傘』など。
1977年の日本芸術協会（落語芸術協会の前身）会長に就任し、1999年まで約22年の長期にわたり落語芸術協会会長として、精神的支柱ともなった。新作派ということもあり、弟子の型破りな動きも寛容であったが、鈴本演芸場と番組編成を巡る対立では絶縁に至るなど、師匠譲りの硬骨な面も見せた。
90歳を超え、現役最年長となっても一線で活動する落語家でもあった。新型コロナウイルスの感染拡大期を境に定席での活動から遠ざかるも、最晩年になってもドローンやAIといった最新の話題を取り入れたネタを創作し、寄席での活動再開にも意欲を見せていた。
白寿を迎えた2024年8月に99歳で死去。弟子には惣領弟子である前出の桂歌丸（今輔門下から移籍）や桂米助（ヨネスケ）、桂竹丸らがいる。2025年3月1日から10日の新宿末廣亭で行われた落語芸術協会の定席興行が「追善興行」として行われ、米助らの弟子を中心に江戸・上方の落語各五団体が協力して演者が顔付けられる定席寄席としては初の試みが取られた。

### 上方の落語家
2代目桂枝雀（かつら しじゃく）
上方落語の立役者。神戸出身。元々は実弟（後のマジカルたけし）と素人漫才でならしたが、大学時に落語に転向し、3代目桂米朝に入門。師匠譲りの古典落語を演じる。しかし古典の美学を究めるより、笑いを求めて精進の結果、「爆笑王」の異名を取る。その一方で『貧乏神』『雨乞い源兵衛』『茶漬えんま』『ロボットしずかちゃん』など小佐田定雄作の新作落語を演じることも多く、英語のレッスンを受けて英語落語にも挑戦している。また、本業の落語のほか、タレント・俳優としても活躍。
自身の持論として「緊張の緩和」によって笑いが起こるとした。弟子や妻子にも恵まれたが、晩年は芸に悩んでうつ病になった。円熟期を迎える直前の1999年4月に自宅で首吊り自殺を図り、59歳の若さで死去。
弟子に3代目桂南光、3代目桂雀三郎らがおり、長子の桂りょうばは枝雀の弟弟子である2代目桂ざこば（2024年死去）に入門している。

3代目笑福亭仁鶴（しょうふくてい にかく）
上方落語を支えた一人で、吉本興業所属のテレビタレントとしても活躍した。
アマチュア時代から数多くの素人参加の演芸番組に出演し、その後6代目笑福亭松鶴に入門したが、一門が松竹芸能所属であったのに対し、仁鶴は師匠の勧めもあり吉本興業に所属し、亡くなるまで同社の所属タレント（2005年以降は吉本興業の特別顧問にも就任）として活動した。このことから「吉本中興の祖」とも評される。『ABCヤングリクエスト』『ヤングおー!おー!』『バラエティー生活笑百科』『大阪ほんわかテレビ』など多くのメディア出演を抱え、「どんなんかな～」「四角い仁鶴がまぁーるくおさめまっせぇ」といったフレーズが人気を呼んだ。妻は吉本新喜劇でも活動した永隆子（2017年6月に死別）。
本業の落語では師匠の教えもあり、バリトンボイスで的確な描写力を持ってじっくりと聴かせる正統派の噺家として上方落語界の重鎮としても活躍した。
2017年以降体調不良が続き、メディア・高座から遠ざかっていたが、2021年8月、骨髄異形成症候群のため84歳で死去。弟子に上方落語協会会長で新作を中心に活動する笑福亭仁智らがいる。